# Desa Krasak (administrativ by i Indonesien, Jawa Tengah, lat -6,90, long 109,06)
Desa Krasak är en administrativ by i Indonesien.   Den ligger i provinsen Jawa Tengah, i den västra delen av landet, 260 km öster om huvudstaden Jakarta.